# ジェイアールバス東北青森支店

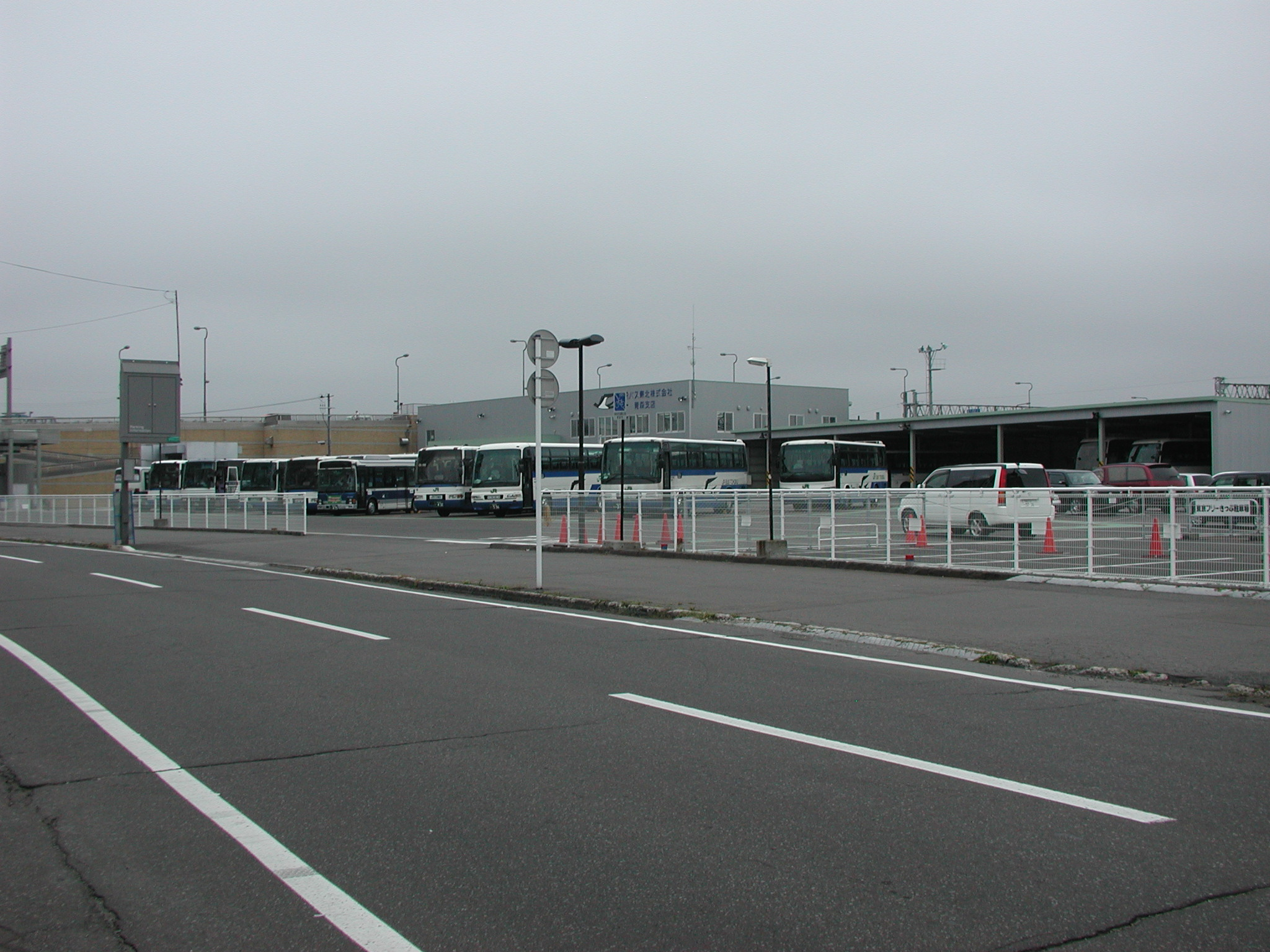
JRバス東北青森支店（2009年8月撮影）

ジェイアールバス東北青森支店（ジェイアールバスとうほくあおもりしてん）は、青森県青森市青森駅前にあるジェイアールバス東北（JRバス東北）の営業所である。

## 所在地
青森県青森市柳川一丁目2-23

## 概要

### 開設と発展
各地で観光路線（培養路線）を運行していた鉄道省では十和田湖に注目し、鉄道省営バスの運行計画を進めた。道路改修を行い、青森 - 酸ヶ湯間の個人路線を買収して1934年（昭和9年）8月5日の十和田北線開業と共に青森自動車所を設置した。その後、青森市内での区間運行便も新設し、横内線・浅虫線をそれぞれ運行を開始した。なお、それらの区間においてこの2つの路線は青森市営バスに先駆けて運行を開始したものである。
当時、1番バスは函館からの青函連絡船2便の到着に接続しており、十数台の連行で運転された。運転手・車両ともに青森管内だけでは足りずに各地の自動車営業所からの助勤も行われていた。
なお、民営化までは青森十和田湖線（当時青森県道1号。現・国道103号）傘松峠の除雪作業は国鉄除雪隊の手によって行われており、冬季は萱野茶屋に除雪基地を開設、国鉄バスのシンボル「つばめマーク」を標記した除雪車を運用していた。

### 合理化と民営化
国鉄の自動車部門は合理化と車掌不足のためワンマン化を進め、1967年（昭和42年）には横内線にて東北地方自動車部管内で初めてワンマンカー運行を開始した（当初は夏期限定であった）。1975年（昭和50年）には十和田北線でも実施。十和田北線は依然、全線で冬期間運休となっていたが、1982年（昭和57年）には除雪体制が整い青森 - 酸ヶ湯間の通年運行化が実現した。
前後して青森市営バスが酸ヶ湯までの路線を申請したが、国鉄側が拒否。最終的には青森市営バス側が浅虫線を減便して国鉄バスの増便を認めたことにより合意にいたった。なお、青森市営バスは1990年代に入り、酸ヶ湯線を廃止し、国鉄バスの後身となるJRバス東北は浅虫線を廃止した。
国鉄分割民営化直後に浅虫線・横内線を増便。また、1980年代後半の高速バスの路線新設ブームの中、「あすなろ号」「ラ・フォーレ号」の運行を開始した。1993年の新青森空港開港に伴い青森空港線に参入、青森市営バスとの共同運行を開始した。1990年代半ばに入り合理化が進み、「ラ・フォーレ号」が仙台乗継によるワンマン運行となった。2002年（平成14年）の東北新幹線八戸駅開業により十和田東線「おいらせ号」の運行を開始した。2003年（平成15年）には十和田南営業所廃止に伴う路線の持ち替えが行われ、「ブルーシティ号」と「とわだこ号」の担当となっている。
近年は横内線・浅虫線の利用者減により2007年（平成19年）3月を以て浅虫線を廃止、撤退している。これと同じくして、JRバス東北所有のバスポール（バス停）が青森市営バスに無償譲渡され、浅虫線・横内線沿線の一部停留所で青森市営バスの停留所として使用されている。
2007年7月20日、青森市が東北新幹線新青森駅開業を見据えて「文化観光交流施設」（仮称→「ねぶたの家 ワ・ラッセ」）の建設のため、旧青森支店（青森市安方）用地の取得に乗り出し、青森市当局とJRバス東北の間で大筋合意した。これにより、青森支店は青森市民ホール南側にある市有地（かつて同支店の古川駐車場として使用されていた）に、土地所有を交換する形で2008年12月19日に移転した。

## 歴史

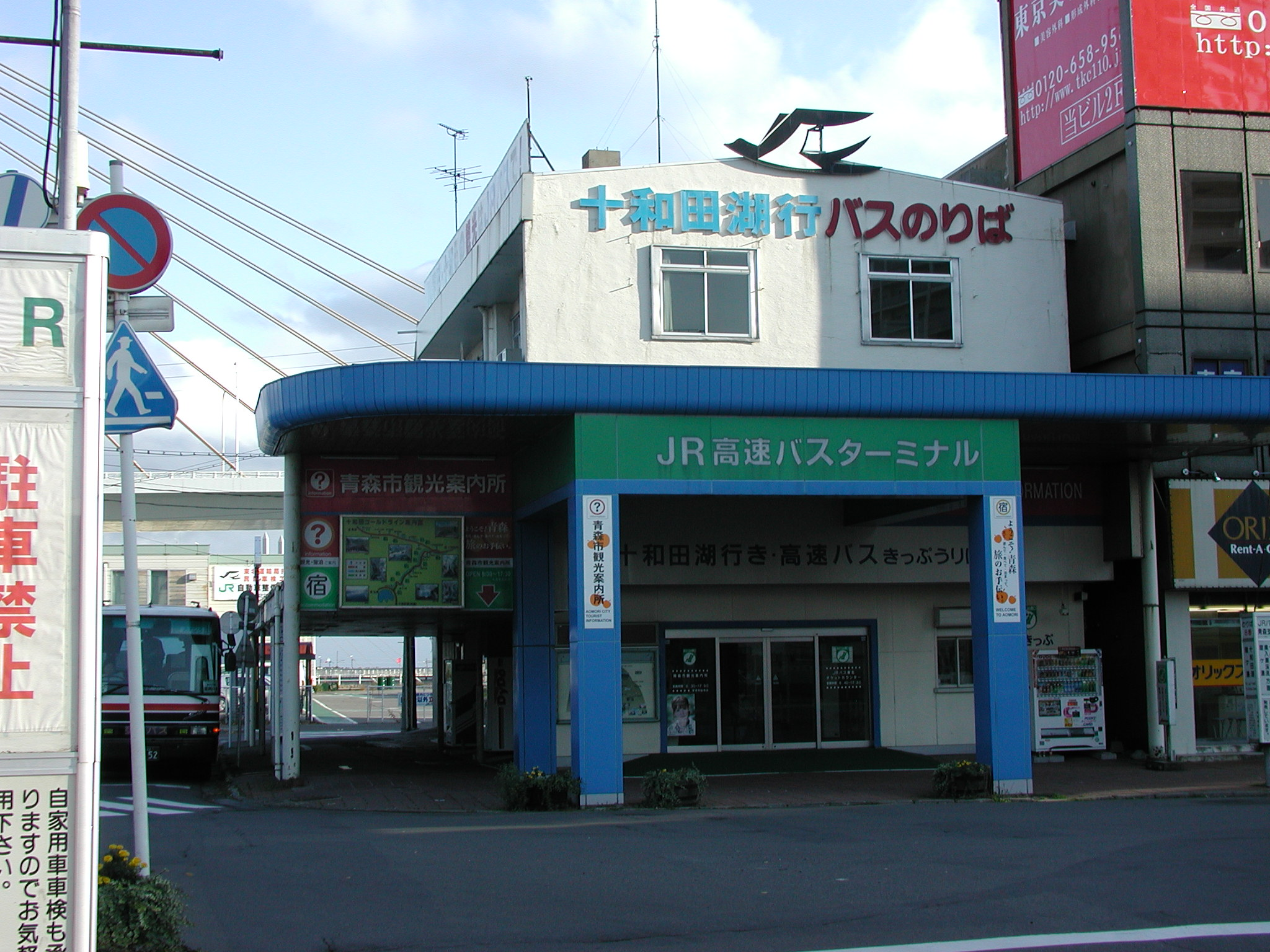
旧庁舎/バスターミナル（2007年11月撮影）

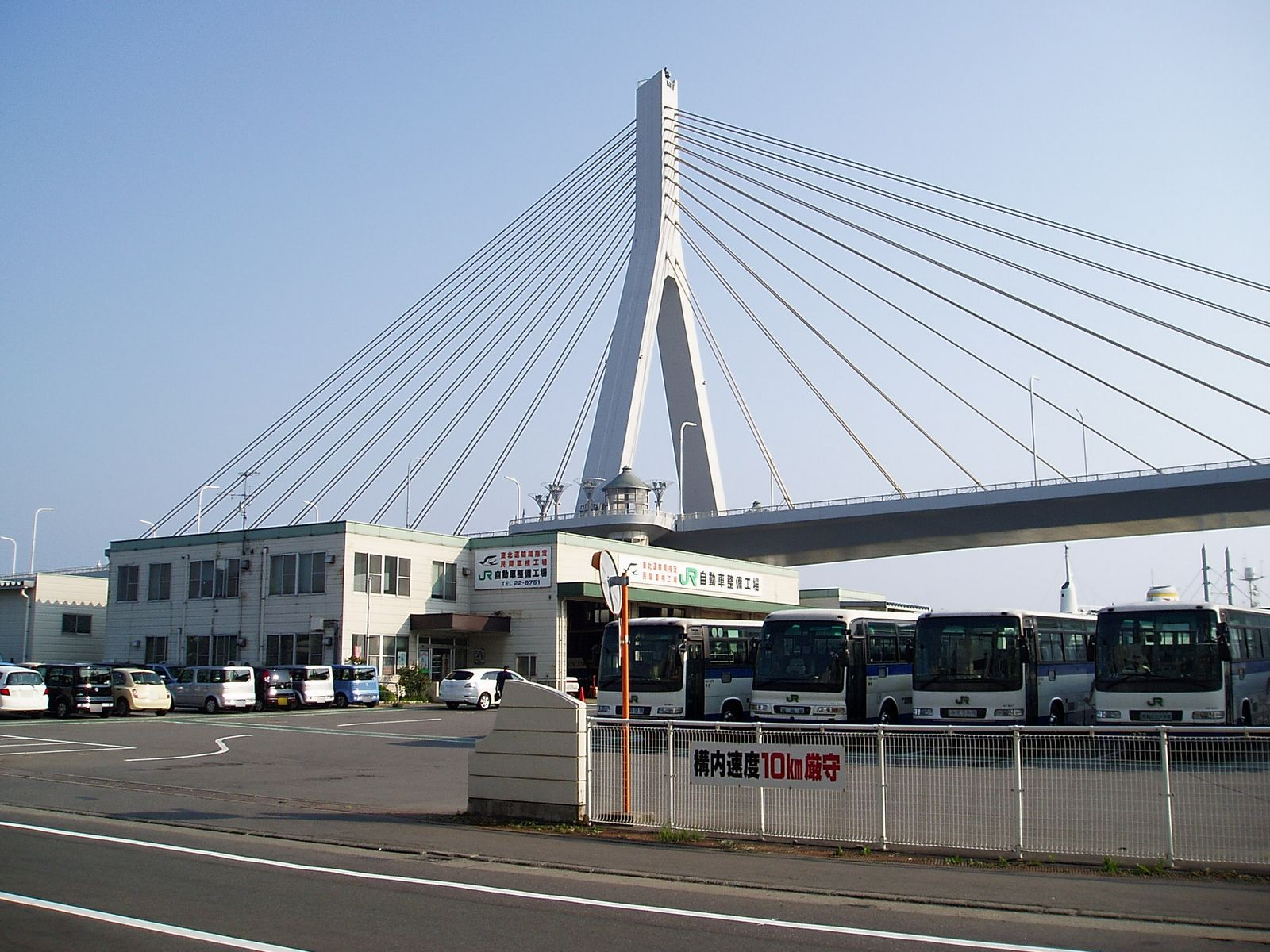
旧車庫/整備工場（2008年6月撮影）

- 1934年（昭和9年）8月5日 - 十和田北線運行開始に伴い、省営自動車青森自動車所設置。
- 1936年（昭和11年）9月1日 - 仙台鉄道局自動車課青森自動車区に改称。
- 1947年（昭和22年）5月15日 - 青森管理部自動車課を設置。
- 1950年（昭和25年）4月1日 - 東北地方自動車事務所青森自動車営業所に改称。
- 1987年（昭和62年）
  - 4月1日 - 東日本旅客鉄道東北自動車部青森自動車営業所に改称。
  - 8月1日 - 「あすなろ号」運行開始。
- 1988年（昭和63年）4月1日 - ジェイアールバス東北青森営業所となる。
- 1989年（平成元年）7月1日 - 「ラ・フォーレ号」運行開始。
- 1990年（平成2年）2月20日 - 青森支店に改称。
- 1991年（平成3年）6月1日 - 1階窓口にマルス端末を設置、JR乗車券・指定席券類の販売開始。
- 1993年（平成5年）
  - 4月1日 - スワローツアー青森旅行営業所開設。
  - 9月3日 - 「旅プラザ八戸」開設。
- 2002年（平成14年）12月1日 - 十和田東線の運行開始。
- 2003年（平成15年）4月1日 - 十和田南営業所の廃止に伴い、十和田南担当の「とわだこ号」、「ブルーシティ号」を青森担当に移管。
- 2006年（平成18年）4月1日 - 「あすなろ号」「とわだこ号」の運行から撤退（とわだこ号は実質上、運行参加は2005年度まで）。
- 2007年（平成19年）4月1日 - 浅虫線を廃止。
- 2008年（平成20年）12月19日 - 現在地に移転。
- 2009年（平成21年）4月1日 - 青森空港線から青森市営バスが撤退。JRバス東北の単独運行となる。
- 2011年（平成23年）4月〜6月 - JR八戸線列車代行バス（階上駅 - 久慈駅間）の運行を担当。
- 2018年（平成30年）3月31日 - この日の運行をもって、JRバス東北が「ブルーシティ号」（青森 - 仙台）の運行から撤退。
- 2021年（令和3年）
  - 3月27日 - この日から、みずうみ号・おいらせ号・青森空港線・横内線の乗車でSuica等交通系ICカードが使用可能となる[6]。
  - 4月 - この月から、キャッスル号（弘前 - 仙台）の1往復を担当。
- 2022年（令和4年）3月12日 - この日から、青森地域連携ICカード「AOPASS」が、「青森空港線」と「横内線」で利用可能となる[7]。

## 現行所管路線
※印の路線はSuica、◯印の路線は青森地域連携ICカード「AOPASS」が利用可能路線。
- 十和田北線※
- 十和田東線※
- 横内線※◯
- ドリーム青森・東京号（ラ・フォーレ号）（2017年4月より青森駅 - 仙台宮城ICを担当）
- 仙台 - 古川線（乗務員のみ、2017年4月から2021年3月まで1往復、2022年4月から3往復を担当）
- 青森空港線※◯

青森市中心部と同青森空港を結ぶ。
路線沿革
- 1965年（昭和40年）6月1日 - 青森市営バス空港線を新設。
- 1993年（平成5年）4月1日 - JRバス東北が参入[8]（共同運行）。
- 2009年（平成21年）4月1日 - 青森市営バスが撤退し、JRバス東北の単独運行となり、ホテル青森経由が廃止。同時に運賃を値上げ（青森駅 - 青森空港間が560円から680円に）[9]。
- 2014年（平成26年）4月1日 - 消費税増税に伴い、運賃改定（青森駅 - 青森空港間：700円）。
- 2019年（令和元年）10月1日 - 消費税増税に伴い、運賃改定（青森駅 - 青森空港間：710円）[10]。
- 2021年（令和3年）12月1日 - 運賃改定（青森駅 - 青森空港間が710円から750円に）[11]。
- 2022年（令和4年）10月1日 - 運賃改定（青森駅 - 青森空港間が750円から860円に、同時に新町通りの各停留所からの発着も860円に）[12]。

## 過去の所管路線
- 浅虫線
- あすなろ号
- とわだこ号
- ブルーシティ号
- 仙台 - いわき線（一部便の乗務員のみ）
- キャッスル号（2021年4月から1往復担当、その他冬季の他社持ち替え便等を担当。2022年7月よりJRバス東北便は全便運休）

## 車両
- 国鉄時代には新車を青森（や十和田南）に配置し、繁忙期に稼働させた後全国の営業所に転配する十和田方式が導入されていた（詳しくは十和田北線#十和田方式の項を参照のこと）。
- 民営化後は十和田方式は行われなくなったが、観光路線である十和田北線がメインであることから、国鉄時代より前扉のみ（トップドア）の車両が多く配置されている。
- 一時期首都圏からの中古車も多く導入されたが、一般路線の縮小によりこれらの車両は転属・廃車が進み、現在は高速バスと同仕様（実際に当支店や他支店で高速バスとして運行されていた車両が多い）の車両が大半を占めている。これらの車両は横内線にも運用されるので、市内のみの利用でもグレードの高い車両に乗車することが可能である。
- 2011年3月5日の東北新幹線「はやぶさ」運行開始に合わせ、新幹線「はやぶさ」に充当される新幹線E5系電車と同様の塗装を施し、ナンバーを「8823」（はやぶさ）に統一した「はやぶさカラーバス」6台を導入[13][14]。
- 2018年12月から毎年冬季にジェイアールバス関東長野原支店へ「はやぶさカラーバス」2台の貸し出しを行っている。

### 当支店所属車両画像

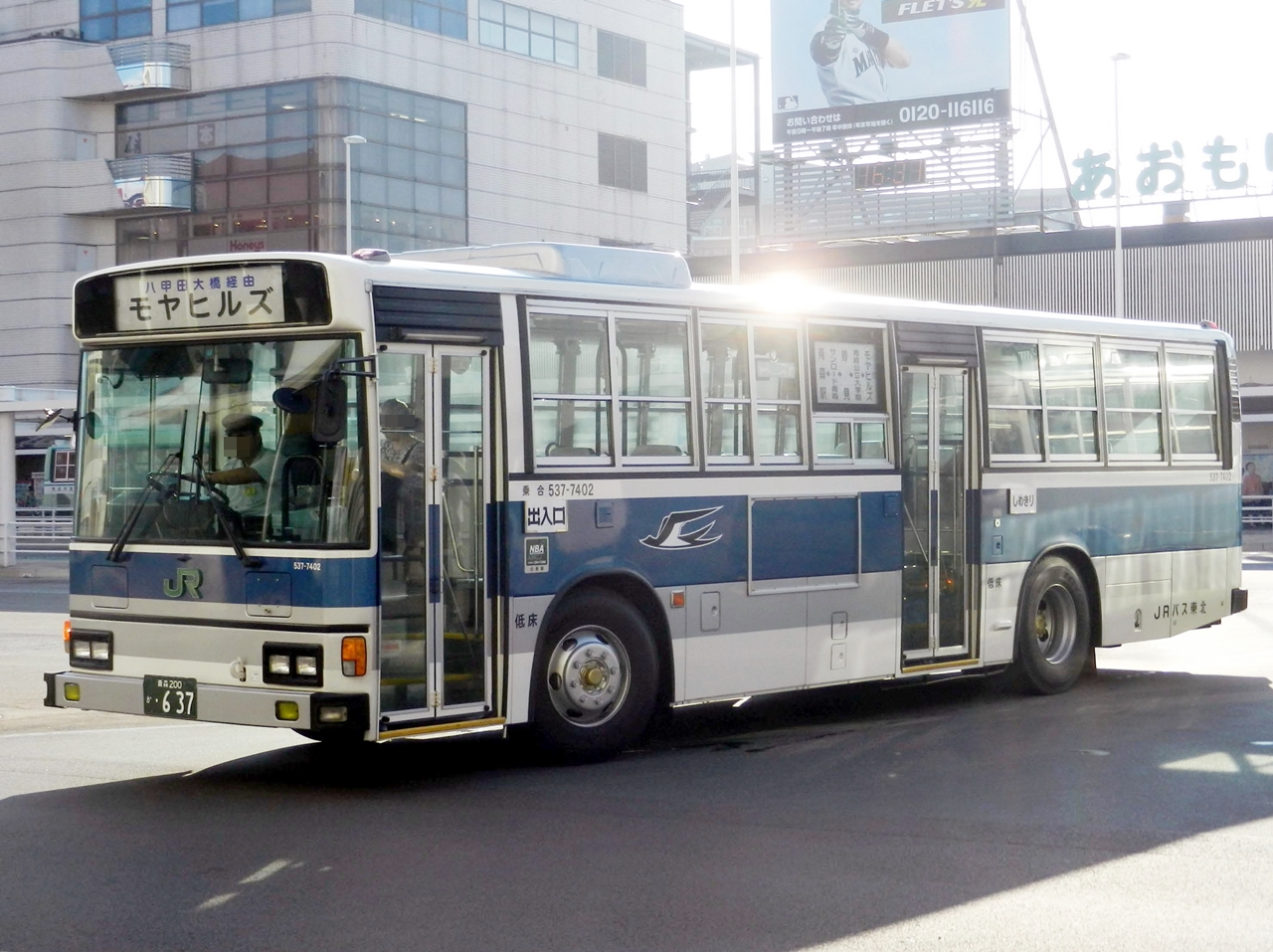
路線車 537-7402
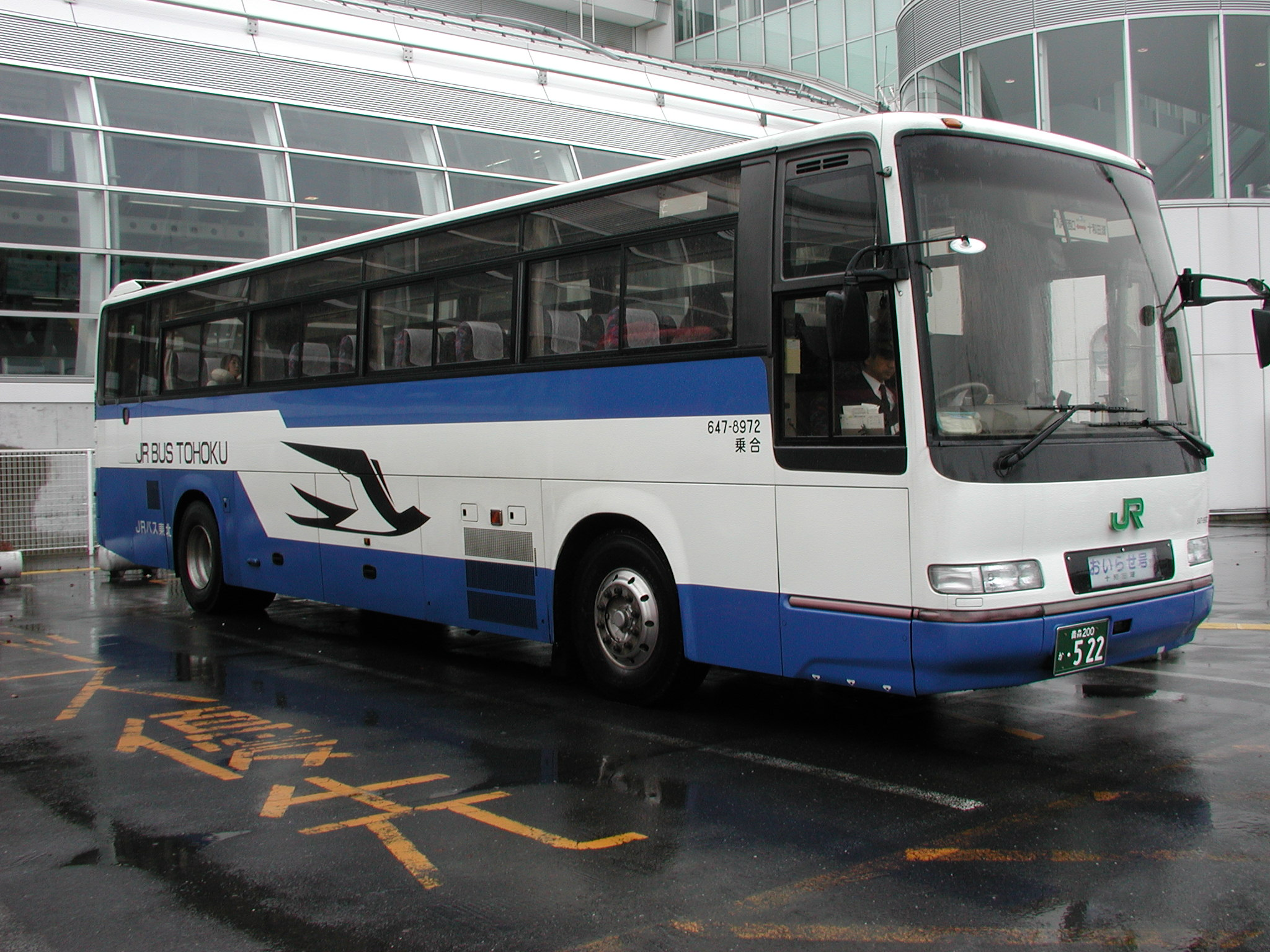
路線車 647-8972
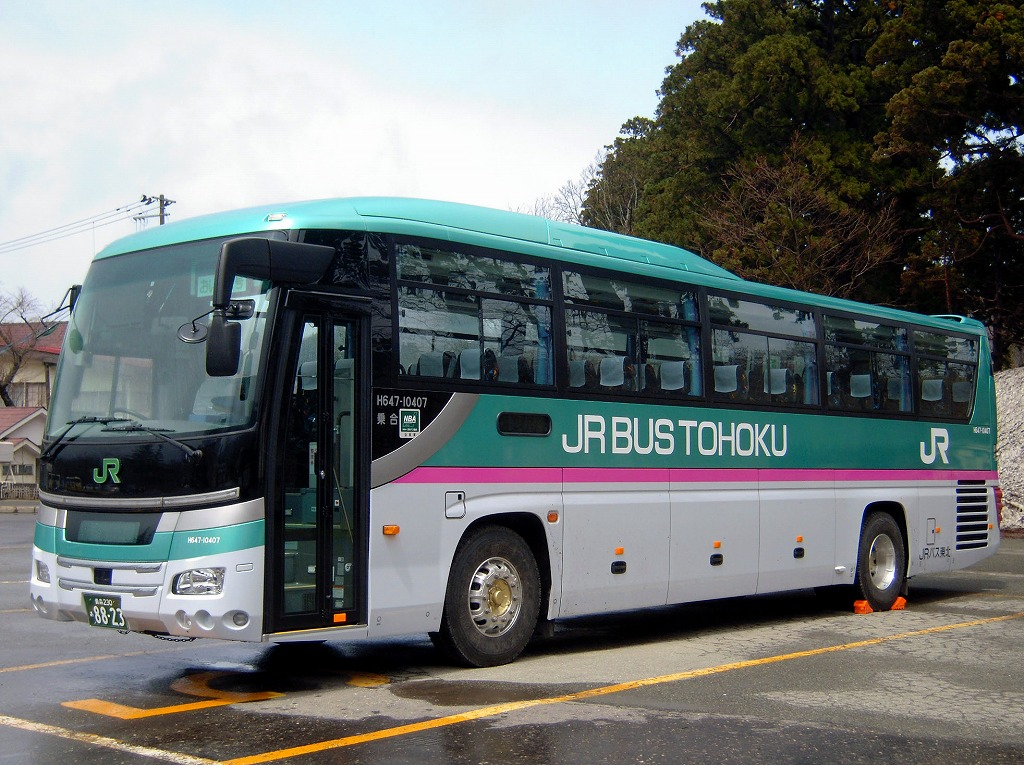
路線車（はやぶさカラーバス） H647-10407
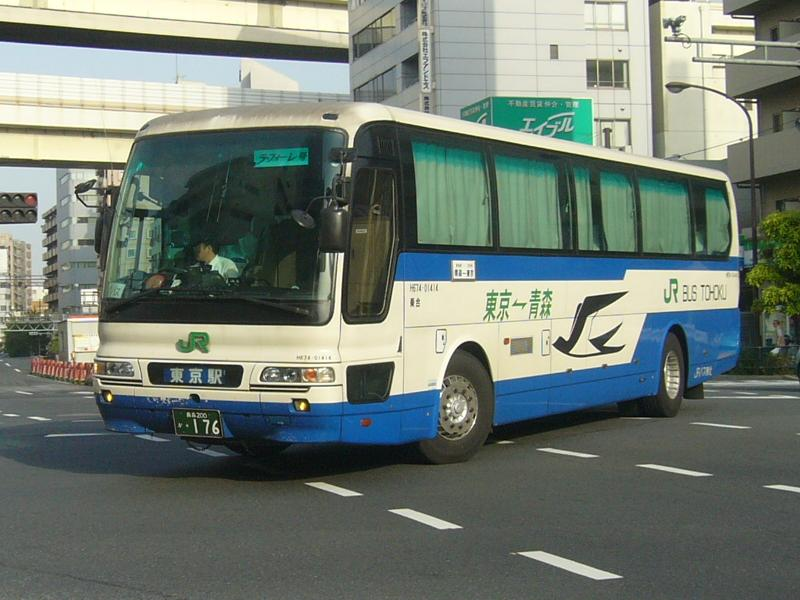
高速車（ラ・フォーレ号）H674-01414
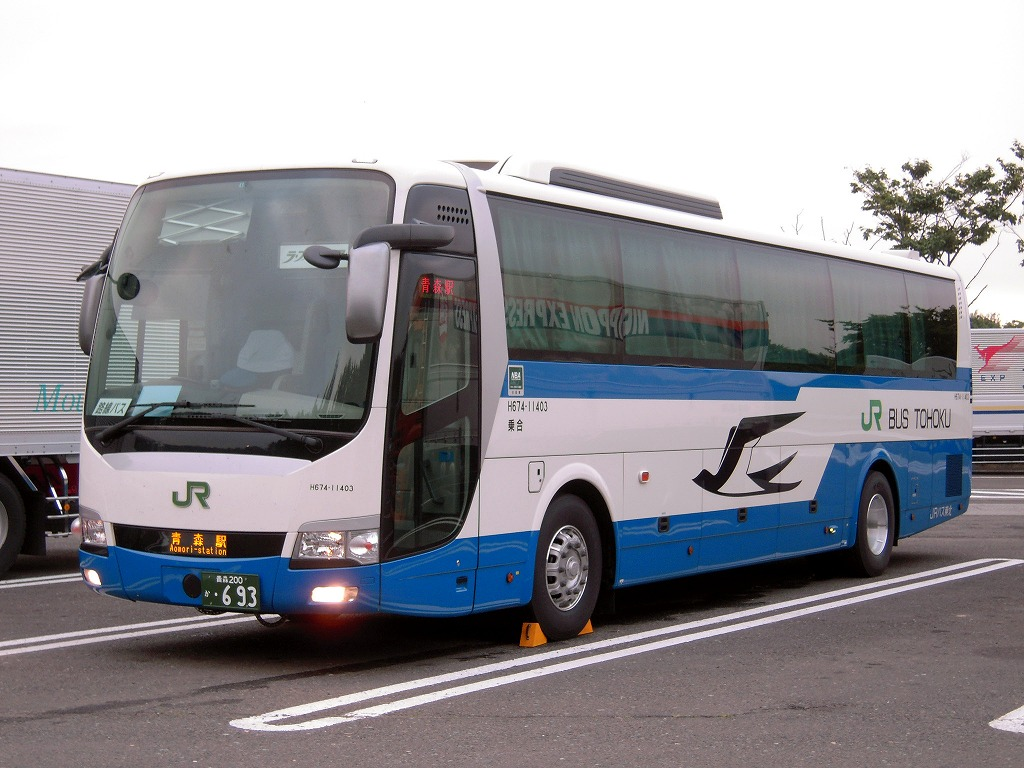
高速車（ラ・フォーレ号）H674-11403
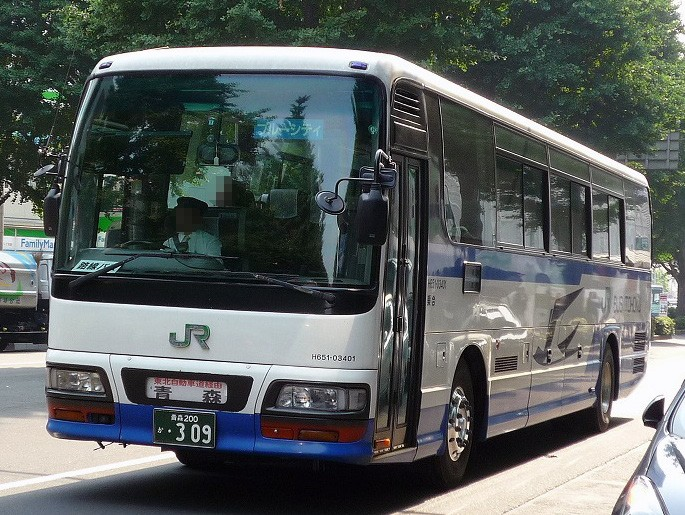
高速車（ブルーシティ号）H651-03401
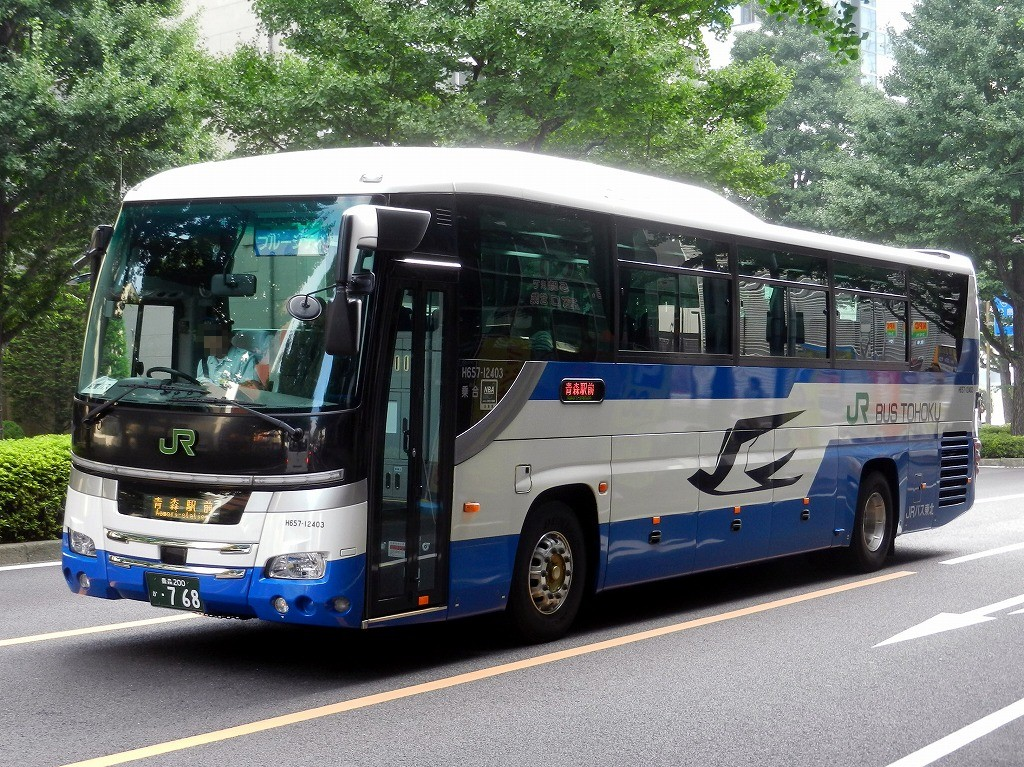
高速車（ブルーシティ号）H657-12403
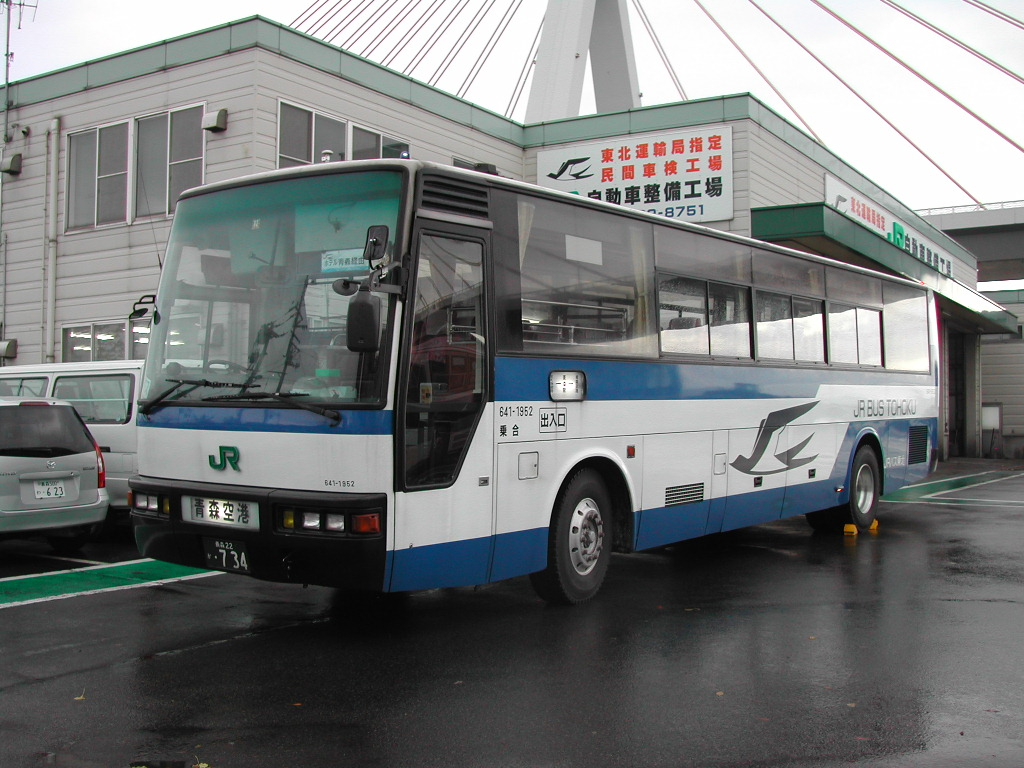
青森空港線

## 周辺
- JR東日本青森駅
- JR東日本盛岡支社青森支店
- 駅ビルラビナ
- 青函連絡船メモリアルシップ八甲田丸
- 青森県観光物産館アスパム
- 青森市民ホール
- ライジング青森駅前店
- 青森センターホテル・青森まちなかおんせん
- 青森市立古川小学校

## 他社入庫便
青森発着の一部高速バスは当支店で休憩・滞泊をする。
- 岩手県北バス

かつて入庫していた会社
- JRバス関東
- 岩手県交通
- 秋北バス